# 東京電機大学出版局
東京電機大学出版局（とうきょうでんきだいがくしゅっぱんきょく、英称:Tokyo Denki University Press）は、理学、工学などの大学・高専向け教科書、その他専門書を発行する東京電機大学の出版局。
同出版社から出版されている書籍の背表紙では「電機大出版局」と略称される場合もよくあるが、正式名称は「東京電機大学出版局」である。